# Czertowiszczi
Czertowiszczi (ros. Чертовищи) – wieś (dieriewnia) w Rosji, w obwodzie iwanowskim, w rejonie wiczugskim. W 2010 liczyła 983 mieszkańców.